# Lotrioara
Lotrioara – wieś w Rumunii, w okręgu Sybin, w gminie Boița. W 2011 roku liczyła 3 mieszkańców.